# Три дня и три ночи

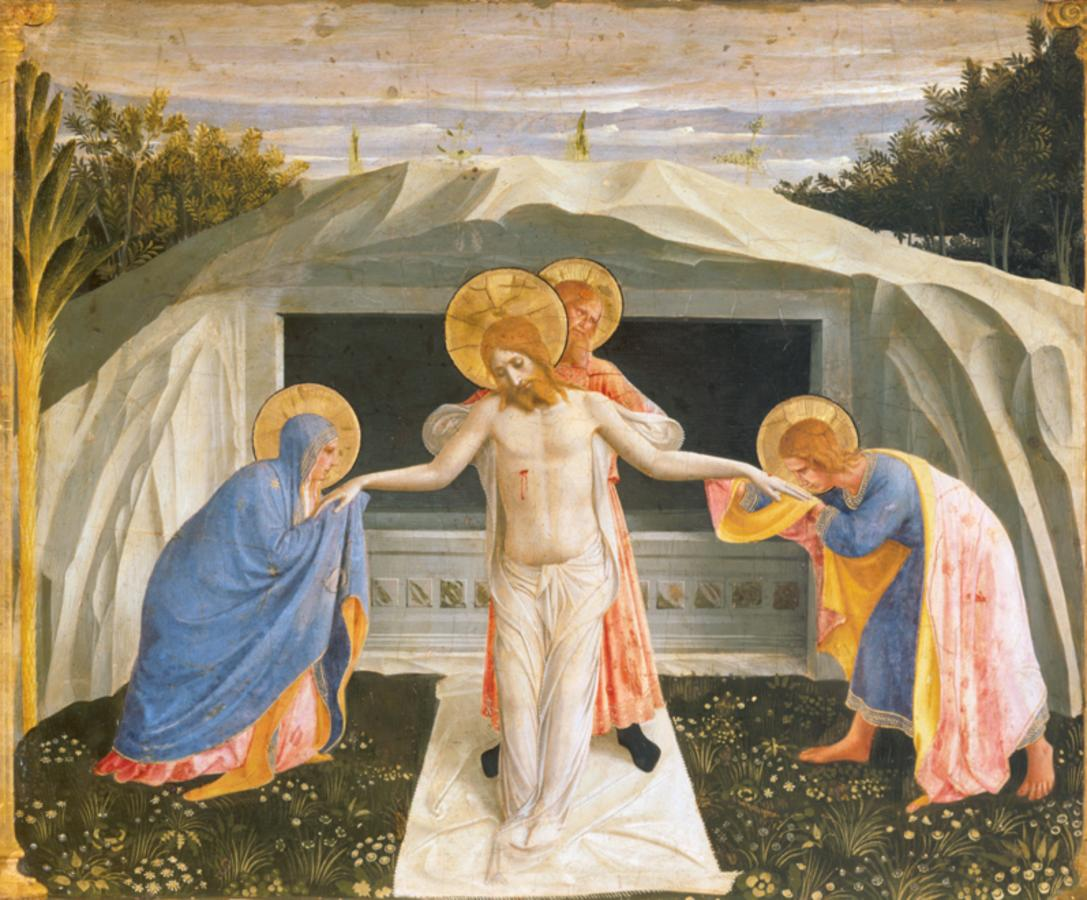
Погребение Христа
(Фра Беато Анджелико, 1438—1440 гг.)

Три дня и три ночи — пророчество Иисуса Христа, описанное в Евангелии от Матфея: 

Тогда некоторые из книжников и фарисеев сказали: Учитель! хотелось бы нам видеть от Тебя знамение. Но Он сказал им в ответ: род лукавый и прелюбодейный ищет знамения; и знамение не дастся ему, кроме знамения Ионы пророка; ибо как Иона был во чреве кита три дня и три ночи, так и Сын Человеческий будет в сердце земли три дня и три ночи
— Мф. 12:38-40
Похожее пророчество Иисуса, но в форме аллегории, приводит Евангелие от Иоанна:

Иисус сказал им в ответ: разрушьте храм сей, и Я в три дня воздвигну его
— Ин. 2:19

## События трёх дней и трёх ночей
|                                                      | День | Ночь |
| ---------------------------------------------------- | --- | ---- |
| 1 (пятница Иудейская, юлианский четверг)             | Распятие Иисуса Христа, положение во гроб. Мк. 15:42 «И как уже настал вечер, — потому что была пятница, то есть день перед субботою,…» Лк. 23:54 «День тот был пятница, и наступала суббота.» Ин. 19:14 «Тогда была пятница перед Пасхою, и час шестый.» Ин. 19:31 «Но так как [тогда] была пятница, то Иудеи, дабы не оставить тел на кресте в субботу, — ибо та суббота была день великий, — просили Пилата, чтобы перебить у них голени и снять их.» Ин. 19:42 «Там положили Иисуса ради пятницы Иудейской, потому что гроб был близко.» |      |
| 2 (шестница Иудейская, юлианская пятница)            | Мф. 27:62-66 «На другой день, который следует за пятницею, собрались первосвященники и фарисеи к Пилату и говорили: господин! Мы вспомнили, что обманщик тот, ещё будучи в живых, сказал: после трёх дней воскресну; итак прикажи охранять гроб до третьего дня, чтобы ученики Его, придя ночью, не украли Его и не сказали народу: воскрес из мёртвых; и будет последний обман хуже первого. Пилат сказал им: имеете стражу; пойдите, охраняйте, как знаете. Они пошли и поставили у гроба стражу, и приложили к камню печать.» |      |
| 3 (седьмица Иудейская — суббота, юлианская шестница) | Лк. 23:56 «… и в субботу остались в покое по заповеди.» |      |
| 4 (первый день недели Иудейской, юлианская седьмица) | Мф. 28:1 «По прошествии же субботы, на рассвете первого дня недели, пришла Мария Магдалина и другая Мария посмотреть гроб.» Мк. 16:1-2 «1 По прошествии субботы Мария Магдалина и Мария Иаковлева и Саломия купили ароматы, чтобы идти помазать Его. 2 И весьма рано, в первый день недели, приходят ко гробу, при восходе солнца,…» Мк. 16:9 «Воскреснув рано в первый день недели, Иисус явился сперва Марии Магдалине, из которой изгнал семь бесов.» Лк. 24:1 «В первый же день недели, очень рано, неся приготовленные ароматы, пришли они ко гробу, и вместе с ними некоторые другие;» Ин. 20:1 «В первый же [день] недели Мария Магдалина приходит ко гробу рано, когда было ещё темно, и видит, что камень отвален от гроба.» |      |

## Противоречия и их разрешение
Общепризнанным считается, что Иисуса Христа распяли в пятницу, а воскрес Он рано утром в первый день недели Иудейской, ныне воскресенье. Между пятницей и воскресеньем две ночи, то есть не достаёт одной ночи.
Формальное несоответствие пророчеству было известно давно, поэтому Григорий Нисский дал следующее толкование: «Если же хочешь точно узнать определённый срок этих дней страдания, ибо в числе немалого недостанет, если станешь считать время с девятого часа пятницы, в который Господь предал дух в руки Отчие, — то несколько помедли, и может быть, слово объяснит тебе это. Какое же слово? Обрати взор на величие Божественной силы, и узнаешь то, о чем здесь спрашиваешь. Вспомни об изречении Господнем, что объявляет о Себе имеющий державу над всем, как самодержавною властию, а не по необходимости естественной Он разлучает душу от тела. Он говорит: никтоже возмёт душу Мою, но Аз полагаю ю о Себе: область имам положити ю и область имам паки прияти ю (Ин.10:18). Как скоро это мне твёрдо известно, то и искомое уясняется. Ибо всем Правящий со владычним самовластием не ждёт принуждения к страданию от предательства, не ожидает для того разбойнического нападения иудеев, ни беззаконного суда Пилатова, чтобы их злоба была началом и причиною общего спасения людей; но Своим домостроительством Сам предупреждает их наступление способом священнодействия неизреченным и людьми невиданным, Самого Себя приносит в приношение и жертву за нас, будучи вместе Священником и Агнцем Божиим, беря на Себя грех мира. Когда же это? Когда предложив ядомое тело Своё в пищу, ясно показал, что жертвоприношение Агнца уже совершилось. Ибо жертвенное тело не было бы пригодно к ядению, если бы было ещё одушевлено. Итак, когда Господь преподал ученикам тело для ядения и кровь для пития, то свободною властию Домостроителя таинства тело Его неизреченно и невидимо уже было принесено в жертву, а душа была в тех местах, куда перенесла её власть Домостроительствующего вместе с соединённою с нею Божественною силою; она обходила ту страну в сердце земли. Итак, считающий время от того часа, когда Богу принесена была жертва Великим Архиереем, неизглаголанно и невидимо священнодействовавшим Себя Самого, как Агнца, за общий грех, не погрешит против истины. Ибо был вечер, когда снедено было сие священное и святое тело. За этим вечером последовала ночь пред пятницею. Далее — день пятницы, рассеченный вводною ночью, разделяется на одну ночь и два дня. Ибо если Бог тму нарече нощь (Быт.1:5), а в продолжение трёх часов была тьма по всей Вселенной, то эта тьма и есть ночь, новоразделившая день посредине, разграничившая собою два отдела дня, один — от рассвета до шестого часа, другой — от девятого часа до вечера. Таким образом, прежде было два дня и две ночи. Далее — ночь пред субботою и с нею день субботы, — ты имеешь три ночи. Наконец, исследуй время воскресения, и найдёшь истину сказанного. Когда последовало воскресение? В вечер субботный — провозглашает Матфей (Мф.28:1). Итак, вот самый час воскресения по гласу Ангела. Вот предел пребывания Господа в сердце земли. Ибо когда был уже глубокий вечер, начинавший собою ту ночь, за которою последовал первый из послесубботних дней, — тогда произошло землетрясение; тогда блистающий одеждами Ангел отвалил камень надгробный. А жены, вставшие незадолго до утра, когда уже появлялся дневной свет, так что показывалось и некоторое сияние восходящего солнца, возвещают уже совершившееся Воскресение. О чуде они узнали, час же не был им открыт. Ибо Ангел сказал им, что Господь восстал, а когда — в слове своём не прибавил. Но великий Матфей один из всех евангелистов точно обозначил время, говоря, что вечер субботний был часом воскресения. Если же так, то срок, по нашему счислению, соблюдён, когда мы будем считать от вечера четвертка до вечера субботы, вставляя, как сказано, ночь, разделявшую пятницу на два дня и одну ночь. Ибо Властвующему Своим могуществом над самым веком прилично было соделать, чтобы не дела Его по необходимости сообразовались с установленными для времени мерами, но чтобы меры времени делились по новому порядку сообразно потребности сущего и чтобы, когда Божественная сила в кратчайший срок совершает дело благое, и меры времени укорачивались бы. Таким образом, и времени прошло не менее трёх дней и стольких же ночей, потому что этого числа требует таинственная и неизглаголанная причина, и Божественная сила, в выжидании обычных промежутков дней и ночей, не встретила препятствия для скорости действования. Ибо Имеющий власть и положить душу Свою о Себе и опять восприять, когда хотел, как Творец веков, имел власть в своих делах не быть подвластным времени, но устроять время сообразно с делами.»
У Феофилакта Болгарского: «Господь воскрес тридневен. Но каким образом насчитываются три дня? В восьмом часу пятка Господь был распят; с этого часа до десятого была тьма: это (время тьмы), считай за ночь. Затем, с девятого часа опять был свет; это считай за день. Вот — как бы сутки (день и ночь). Далее, ночь пятка и день субботы составляют вторые сутки. Потом следовала ночь субботы и утро воскресенья, означенное у Матфея словами — свитающу во едину от суббот; утро принимается в счёт за целый день; вот третьи сутки. Можешь и иначе насчитать три же дня; в пятницу Господь предал дух — это один день; субботу пребыл во гробе, — другой день; ночью на воскресенье воскрес, но с своей стороны и воскресенье считается за особый день. И вот все три дня. Так обыкновенно и говорят об усопших: напр. если один умер в десятом часу дня, а другой в первом часу того же дня; то обыкновенно говорят, что оба они умерли в один день. Могу показать тебе и ещё способ, как насчитать три дня и три ночи. Слушай! в четверг вечером Господь совершил вечерю и говорил ученикам: приимите ядите тело Мое. Отсюда видно, что Он как имеющий власть положит душу Свою по своей воле, тогда же и заклал Себя, когда преподавал Своим ученикам тело Своё; потому что без заклания тела не едят. Считай же: вечером преподал Он тело своё: та ночь и день пятницы до восьмого часа составляют сутки; потом с восьмого часа до девятого тьма, а с девятого часа до вечера опять свет; вот и ещё ночь и день. Далее, опять ночь по пятке и день субботы; вот третьи сутки. После вечера субботы Господь уже воскрес. Таким образом получаются все трое суток три дни и три нощи (Мф. 12, 40).»
Противоречие можно решить и проще. Субботы отсчитывали по положению Луны: новолуние, первая четверть, полнолуние, третья четверть. Каждый может лично убедиться, что на Пасху такая "неделя" длится 8 дней, а не 7. Потому и назвали фарисеи эту субботу великой, что длилась целых 2 солнечных дня. Другого способа, кроме Луны, отсчитывать недели у древних не было. И только успехи астрономии позволили уравнять седмицы. 

## Нетрадиционное толкование
В апокрифическом Евангелии от Петра есть строка, в которой написано: «7.27. Из-за этого всего мы постились и сидели, горюя и плача ночь и день до субботы». Из этой строки следует, что между днём распятия и субботой была ещё одна ночь и ещё один день, то есть день распятия Иисуса Христа был пятым днём недели Иудейской — пятница Иудейская (Мк. 15:42, Лк. 23:54, Ин. 19:31, Ин. 19:42), за ним был шестой день недели Иудейской — шестница Иудейская (Мф. 27:62), после которого был седьмой день недели Иудейской — суббота Лк. 23:56, Мф. 28:1, Мк. 16:1-2, после которой был первый день недели Иудейской (Мф. 28:1, Мк. 16:1, 16:9, Лк. 24:1, Ин. 20:1) — день Воскресения Иисуса Христа. Вот три дня и три ночи о которых пророчествовал Иисус Христос.
Между Иудейскими днями недели и юлианскими днями недели есть сдвиг в один день. Поэтому первому дню недели Иудейской соответствует седьмой день недели юлианской (ныне воскресенье), а пятому дню недели Иудейской — пятнице Иудейской соответствует юлианский четверг.
Есть ещё одно нетрадиционное толкование:
Несмотря на то, что в Библии указано, что следующим днём после распятия идёт суббота, значит день распятия- пятница, существует мнение, что это произошло в среду. В Евангелии от Матфея (Мф. 12:40) Иисус говорит: «Ибо как Иона был во чреве кита три дня и три ночи, так и Сын Человеческий будет в сердце земли три дня и три ночи». Сторонники мнения о распятии в среду утверждают, что в той неделе было две субботы. После первой (та, которая настала в вечер распятия — Мк. 15:42; Лк. 23:52—54) женщины приобрели благовония — обратите внимание, они сделали свою покупку после субботы (Марк 16:1). Согласно с этой точкой зрения, эта суббота была Пасхой (см. Левит 16:29-31; 23:24-32, 39, где священные дни, которые необязательно выпадали на седьмой день недели — субботу, называются субботами). Вторая суббота в той неделе была обычной, «еженедельной» субботой. Отметим, что в Евангелии от Луки 23:56 женщины, купившие ароматы после первой субботы, вернулись и приготовили их, а тогда «в субботу остались в покое». Это показывает, что они не могли приобрести благовония после субботы, или подготовить их до субботы — если только в то время не было двух суббот. С позиции мнения о двух субботах, если Христос был распят в четверг, тогда Пасха должна была начаться в четверг после заката солнца и окончиться в пятницу вечером — в начале обычной субботы. Покупка благовоний после первой субботы (Пасхи) тогда бы значила, что они купили их во время второй субботы и нарушили заповедь. Таким образом, эта точка зрения отмечает, что единственное объяснение, не опровергающее сообщения о женщинах и благовониях, а также поддерживающее буквальное понимание текста в Евангелии от Матфея 12:40, заключается в том, что Христос был распят в среду. Суббота — священный день (Пасха) — наступила в четверг, после этого в пятницу женщины купили благовония, возвратились и в тот же день подготовили их, отдыхали в обычную субботу, а в воскресенье утром принесли эти благовония к гробнице. Иисус был похоронен около заката солнца в среду, что в соответствии с иудейским календарём считалось началом четверга. Используя этот способ исчисления, мы имеем ночь в четверг (ночь 1), день в четверг (день 1), ночь в пятницу (ночь 2), день в пятницу (день 2), ночь в субботу (ночь 3) и день в субботу (день 3). Наверняка не известно, когда воскрес Христос, но мы знаем, что это произошло перед восходом солнца в воскресенье (в Евангелии от Иоанна 20:1 говорится, что Мария Магдалина пришла «ко гробу рано, когда было ещё темно», а камень уже был отвален от гроба, потом она нашла Петра и сообщила ему, что «унесли Господа из гроба»), поэтому Он мог воскреснуть даже сразу после заката солнца в субботу вечером, что согласно иудейскому исчислению считалось началом первого дня недели. Возможная проблема этой точки зрения — это то, что ученики, шедшие с Иисусом по дороге в Эммаус делали это «в тот же день», что и Его воскресение (Луки 24:13). Ученики, не узнавшие Его, сообщили о распятии (24:20) и говорили, что «уже третий день ныне, как это произошло» (24:21). От среды до воскресенья — четыре дня. Возможное объяснение содержится в том, что они могли вести отчёт от похорон Христа в среду вечером, когда начался иудейский четверг, а от четверга до воскресенья, следовательно, получается три дня. Некоторые люди говорят, что в Евангелиях указано слово «пятница», но если прочитать греческий оригинал, то мы увидим, что там используется слово παρασκευή, что означает «приготовление», следовательно и среда могла быть этим днем.